# Zoombombing
Zoombombing, Zoom-bombing, phá hoại trên Zoom hoặc Zoom raiding là một thuật ngữ chỉ hành vi xâm nhập và phá hoại cuộc gọi video của một hội nhóm, dẫn đến sự gián đoạn. Thuật ngữ này trở nên phổ biến vào năm 2020, sau khi đại dịch COVID-19 buộc nhiều người phải ở nhà và hội nghị truyền hình được sử dụng trên quy mô lớn bởi các doanh nghiệp, trường học và các nhóm xã hội. Thuật ngữ này được liên kết và bắt nguồn từ tên của phần mềm tổ chức hội họp qua mạng Internet Zoom nhưng nó cũng được sử dụng để chỉ hiện tượng này trên tất cả các ứng dụng tổ chức họp video khác.
Tại Việt Nam, vào năm 2020 trong kì nghỉ học phòng đại dịch COVID-19, nhiều giáo viên và trường học sử dụng Zoom để dạy học trực tuyến đã bị học sinh chia sẻ ID cùng mật khẩu buổi học tung lên mạng xã hội khiến các thành phần với mục đích phá hoại đăng nhập buổi học và trình chiếu những bộ phim khiêu dâm, giả tên của các hiện tượng mạng như Khá Bảnh, Huấn Hoa Hồng và phát ngôn những câu nói tục tĩu, phản giáo dục nhằm phá hoại buổi học. Một vài học sinh khác thì lại lên Google Play đánh giá ứng dụng Zoom Cloud Meetings một sao và các bình luận yêu cầu "xoá app để không phải học". Những vụ việc này cộng với bảo mật kém từ Zoom khiến nhiều giáo viên và học sinh cảm thấy bất bình và nêu lên những suy nghĩ tiêu cực. Một vài cơ sở giáo dục đã quyết định thay thế Zoom bằng các ứng dụng dạy học khác như Microsoft Teams, Google Hangouts Meet.

## Ảnh hưởng

### Giáo dục
Hiện tượng này gây ra một số rắc rối cho các trường học và các nhà giáo dục vì những người tham gia với mục đích xấu và phá hoại đã đăng những nội dung dâm dục, phá hoại, như ở Việt Nam năm 2020 Một số trường phải tạm dừng sử dụng hội nghị truyền hình hoàn toàn. Một ví dụ với hệ thống hội nghị truyền hình từ đó xảy ra tại một trường học ở Na Uy vào tháng 3 năm 2020 khi một người đàn ông đăng nhập và chia sẻ video về nội dung khiêu dâm. Thay vào đó, trường chuyển sang sử dụng Microsoft Teams.

### Công khai
Trước sự gia tăng mạnh mẽ của việc sử dụng hội nghị truyền hình, nhiều diễn đàn nơi các nỗ lực được phối hợp để phá vỡ các cuộc gọi. Discord và Reddit là những trang web phổ biến cho các "cuộc đột nhập" có tổ chức, một vài tài khoản Twitter quảng cáo mật khẩu và ID cuộc họp.
Một vài người phá rối thành công đã đăng đoạn video về những sự cố đó lên các nền tảng chia sẻ như TikTok và YouTube.

### An ninh
CNET chỉ ra rằng các tìm kiếm đơn giản của Google cho cụm từ "Zoom.us" và các liên kết được chia sẻ công cộng sẽ dẫn đến nhiều hội nghị cho phép bất cứ ai tham gia. Viết trên tờ Motherboard, Joseph Cox nói rằng ứng dụng Zoom chuyển dữ liệu cá nhân sang Facebook ngay cả khi một người không có tài khoản Facebook (một dẫn chứng thực tế đã được công khai trong bài xã luận của New York Times). Bruce Schneier, một nhà công nghệ mô tả lợi ích công cộng đã lưu ý nhiều vấn đề và ý nghĩa của phần mềm Zoom.
Ngoài Zoom, mọi người đã báo cáo rằng phần mềm hội nghị HouseParty cho phép người dùng hack Netflix.

## Cảnh báo
Vấn đề này đã nổi bật đến mức Cục Điều tra Liên bang Hoa Kỳ (FBI) đã phải cảnh báo về hội nghị truyền hình video và hành vi cướp lớp học trực tuyến, được gọi là "Zoom-bombing".